# كرادة مريم
كرادة مريم أو كرادة مريم بنت عمران أو الكرادة الغربية ( يشتهر بالمنطقة الخضراء) حي بغدادي عريق يقع في وسط بغداد يمتد من جسر الجمهورية إلى الجسر المعلق ولا يسكن في هذا الحي (منطقة الملوك) سوى الرؤساء والوزراء وكبار المسؤولين وغيرهم ويوجد فيه مقر مجلس الوزراء ومجلس النواب وبعض الوزارات ودوائر الدولة والسفارة الأمريكية وسفارات دول غربية ويتميز هذا الحي منذ سقوط نظام حزب البعث بهدوءٍ أمني كونه يعتبر من أشد أحياء بغداد تحصيناً ومن الجدير بالذكر أنه بعد إسقاط نظام صدام حسين أصبح للحي اسمٌ ثاني هو المنطقة الخضراء التي هي تسمية الاحتلال الأمريكي، وسُمّي هذا الحي كرادة مريم إضافة لامرأة اسمها مريم بنت عِمران، كانت إحدى النساء الصالحات من العصر العثماني، ودُفِنتْ هناك في أرض السفارة الكويتية القديمة قرب القصر الجمهوري، فصار قبرها مزاراً ومتنزهاً للبغداديين، فنُسبت المنطقة كلها إلى مريم، وكان البغداديون في موسم الربيع يزورون مريم بنت عمران كل يوم أحد. قيل مؤخراً إن مريم المدفونة هناك هي بنت محمد الجواد أو جعفر الصادق أو مريم أمُّ النبي عيسى، ولا دليل على هذا القول، قال حسن الأمين في كتابه دائرة المعارف الإسلامية الشيعية "وقد فاتنا أن نشير إلى ضريح يقع في وسط الناحية وينسب إلى السيدة مريم بنت عمران والدة المسيح ومنه استمدت كرادة مريم اسمها، والمرجح أن هذا القبر يعود لامرأة صالحة من رجال العهد العثماني اسمها مريم"، وقد ذُكِر اسم المرأة واسم أبيها «مريم بنت عمران» في وثيقة وقف في سجلات الأوقاف عام 1794 الميلادي.، وصار الآن مرقد مريم بنت عمران جزءاً من أرض القصر الجمهوري.